# Sospirolo
Sospirolo är en ort och kommun i provinsen Belluno i regionen Veneto i Italien. Kommunen hade 3 135 invånare (2018).